# Ihor Hrihorovics Nyicsenko
Ihor Hrihorovics Nyicsenko (ukránul: Ігор Григорович Ніченко, oroszul: Ігорь Григорьевич Ниченко, a magyar sportsajtóban Igor Nicsenko; Herszon, Szovjetunió, 1971. április 18. –) ukrán labdarúgó, edző, az 1995–1996-os magyar labdarúgó-bajnokság gólkirálya.
A magyar élvonal egyik legsikeresebb külföldi játékosa: 255 mérkőzésen lépett pályára, ezeken 97 gólt szerzett, a Ferencvárossal és a Dunaferrel is magyar bajnoki címet szerzett.

## Pályafutása

### Játékosként

#### Szovjet bajnokságokban
1971. április 18-án született a mai Ukrajna területén, Herszonban. Labdarúgó-pályafutását a helyi csapatban kezdte, majd a szovjet területi bajnokságban szereplő Podolje Hmelnickijhez szerződött. Igazolása ugródeszkának bizonyult a sikerhez, hiszen egy szezont követően az akkor szovjet élvonalban szereplő FK Metaliszt Harkivhez került. Bár a szovjet élvonalban gólt nem szerzett, 19 mérkőzésen léphetett pályára.

#### Ukrán bajnokságokban
Az első független ukrán labdarúgó-bajnokság élvonalában vitézkedő Metaliszt Harkivben mindössze 8 mérkőzésen játszott, így a több játéklehetőség reményében előbb szülővárosának harmadosztályú csapatába, majd újfent az élvonalba, a Krivij Rih-i Krivbasz együtteséhez szerződött. Klubváltása jó döntésnek bizonyult, 28 mérkőzésen 12 gólt jegyzett, így a góllövőlista képzeletbeli dobogójának harmadik fokára állhatott.

#### A magyar élvonalban
1995 tavaszán igazolt Magyarországra a Stadler együtteséhez. A szőke csatár szereplése bombaként robbant: 9 mérkőzésen 8 gólt szerzett. A gólérzékenysége a következő szezonban sem csökkent, ezért 1996 januárjában a fővárosba, a Ferencvároshoz igazolt.
1996. március 16-án mutatkozott be a zöld-fehér együttes színeiben egy DVSC elleni, 1–0-ra megnyert élvonalbeli bajnoki mérkőzésen. A szezont bajnoki aranyéremmel, valamint gólkirályi címmel zárta. Éremkollekcióját az 1996–1997-es idényben bronz-, az 1997–1998-as szezonban pedig ezüstéremmel bővítette. Teljesítményének elismerése jeléül 1996-ban és 1997-ben Toldi-vándordíjat kapott. A Dunaferr csábítására 1998 nyarán búcsúzott az Üllői úttól.
Dunaújvárosban 3 idényt töltött el, mialatt 2000-ben újabb bajnoki címet, 2001-ben pedig újabb ezüstérmet szerzett. Az elért sikerek ellenére 2001 nyarán Győrbe igazolt, ahol újabb 3 idényt töltött el. Az ETO eddigi legeredményesebb idegenlégiósaként (20 gólt szerzett) 2004 telén hazatért szülőhazájába.

#### Visszatérés Ukrajnába
Tíz év után, 2004 telén hagyta el Magyarországot. Előbb az ukrán első osztályú Zakarpattya, 2005 nyarától újfent szülővárosának, az ukrán harmadosztályú Krisztal játékosa lett. Labdarúgó-pályafutását 37 évesen itt fejezte be.

### Edzőként
Vezetőedzői pályafutását szülővárosának csapatánál kezdte el 2006-ban. 2007-ben a herszoni területi bajnokságban szereplő Szihmához került, amellyel 2008-ban területi bajnoki címet szerzett. 2008 tavaszán szóba került, hogy szintén labdarúgó Ihor fiával együtt edzőként tér vissza Győrbe, azonban ez nem történt meg. A 2015-16-os idényben az NB III-as Jászberényi FC edzője volt. 2017-től a Pápai Egyesített Labdarúgó Clubnál dolgozik utánpótlásedzőként.

## Sikerei, díjai
Ferencváros
- Magyar bajnok: 1996

Dunaferr
- Magyar bajnok: 2000

Egyéni
- Gólkirály: 1996 (18 góllal)
- Toldi-vándordíj: 1996, 1997

## Statisztika
| Szezon    | Csapat               | Mérk. | Gól |
| --------- | -------------------- | ----- | --- |
| 1989      | Podolje Hmelnickij   | 35    | 11  |
| 1990      | Metalliszt Harkov    | 11    | 0   |
| 1991      | Metalliszt Harkov    | 8     | 0   |
| 1992      | Metaliszt Harkiv     | 8     | 0   |
| 1992      | Krisztal Herszon     | 15    | 9   |
| 1992–1993 | Krivbasz Krivij Rih  | 29    | 12  |
| 1993–1994 | Krivbasz Krivij Rih  | 30    | 6   |
| 1994–1995 | Krivbasz Krivij Rih  | 20    | 6   |
| 1994–1995 | Stadler              | 9     | 8   |
| 1995–1996 | Stadler              | 13    | 8   |
| 1995–1996 | Ferencváros          | 14    | 10  |
| 1996–1997 | Ferencváros          | 24    | 15  |
| 1997–1998 | Ferencváros          | 28    | 7   |
| 1998–1999 | Dunaferr             | 30    | 10  |
| 1999–2000 | Dunaferr             | 21    | 10  |
| 2000–2001 | Dunaferr             | 33    | 5   |
| 2001–2002 | Győri ETO            | 30    | 10  |
| 2002–2003 | Győri ETO            | 21    | 5   |
| 2003–2004 | Győri ETO            | 21    | 7   |
| 2004–2005 | Győri ETO            | 11    | 2   |
| 2004–2005 | Zakarpattya Uzshorod | 0     | 0   |
| 2005–2006 | Krisztal Herszon     |       |     |

## Külső hivatkozások
- Adatlapja az Ukrán Labdarúgó-szövetség oldalán (ukránul)
- Adatlapja az FTC Baráti Kör oldalán